# Ле-Портель
Ле-Портель (фр. Le Portel) — коммуна во Франции, регион О-де-Франс, департамент Па-де-Кале, округ Булонь-сюр-Мер, кантон Булонь-сюр-Мер-2. Город расположен на побережье Северного моря в 3 км к юго-западу от Булонь-сюр-Мер, в 7 км от автомагистрали А16 «Европейская».
Население (2018) — 9 157 человек.

## История
Ле-Портель переводится как «маленький порт». Поначалу собственно Ле-Портель был деревенской частью города Утро. Он получил статус независимой коммуны 13 июня 1856 года по указу Наполеона III. В XIX веке в центре деревни в ходе раскопок были обнаружены предметы эпохи каменного века, что свидетельствует о том, что люди в этих местах жили с давних времен. В римский период в этом месте находилась деревня Шатийон.
Население Ле-Портель стало стремительно расти в XIX веке благодаря растущему рыболовному промыслу. Перед Первой мировой войной численность рыбаков в Ле-Портеле и Булонь-сюр-Мере было практически одинаковым. Город сильно пострадал во время Второй мировой войны, когда 8 и 9 сентября 1943 года союзники проводили операцию «Фортитьюд», целью которой было уверить немецкое командование в скорой высадке главных сил союзников именно в Па-де-Кале. Во время массированных бомбардировок около 90 % зданий было разрушено. 12 августа 1944 года Шарль де Голль возглавлял войска, освободившие город. За многочисленные принесенные жертвы город был награждён Военным крестом.

## Достопримечательности
- Церкви Святого Петра и Святой Терезы середины XX века
- Форт Эр, построенный в 1803—1805 годах по приказу Наполеона I
- Форты Альпреш и Куп 1883 года
- Остатки немецких укреплений Атлантический вал 1942—1944 годов

## Экономика
Структура занятости населения:
- сельское хозяйство — 1,0 %
- промышленность — 11,4 %
- строительство — 5,6 %
- торговля, транспорт и сфера услуг — 38,7 %
- государственные и муниципальные службы — 43,2 %

Уровень безработицы (2017) — 25,1 % (Франция в целом — 13,4 %, департамент Па-де-Кале — 17,2 %). 

Среднегодовой доход на 1 человека, евро (2017) — 16 380 (Франция в целом — 21 110, департамент Па-де-Кале — 18 610).

## Демография
Динамика численности населения, чел.

## Администрация
Пост мэра Ле-Портеля с 2014 года занимает Оливье Барбарен (Olivier Barbarin). На муниципальных выборах 2020 года возглавляемый им центристский список победил в 1-м туре, получив 76,80 % голосов.
| Период | Период | Фамилия         | Партия                                       | Примечания                                                     |
| ------ | ------ | --------------- | -------------------------------------------- | -------------------------------------------------------------- |
| 1971   | 1977   | Поль Жюстен     |                                              | редактор                                                       |
| 1977   | 1995   | Поль Барбарен   | Социалистическая партия                      | обмерщик-контролёр                                             |
| 1995   | 2014   | Лоран Фётри     | Союз за французскую демократию Разные правые | врач, член Генерального совета департамента                    |
| 2014   |        | Оливье Барбарен | Социалистическая партия Разные левые         | руководящий работник, член Регионального совета Нор-Па-де-Кале |

## Города-побратимы
- Кавара, Буркина-Фасо
- Штоккельсдорф, Германия
- Портель-де-Корбьер, Франция

## Галерея

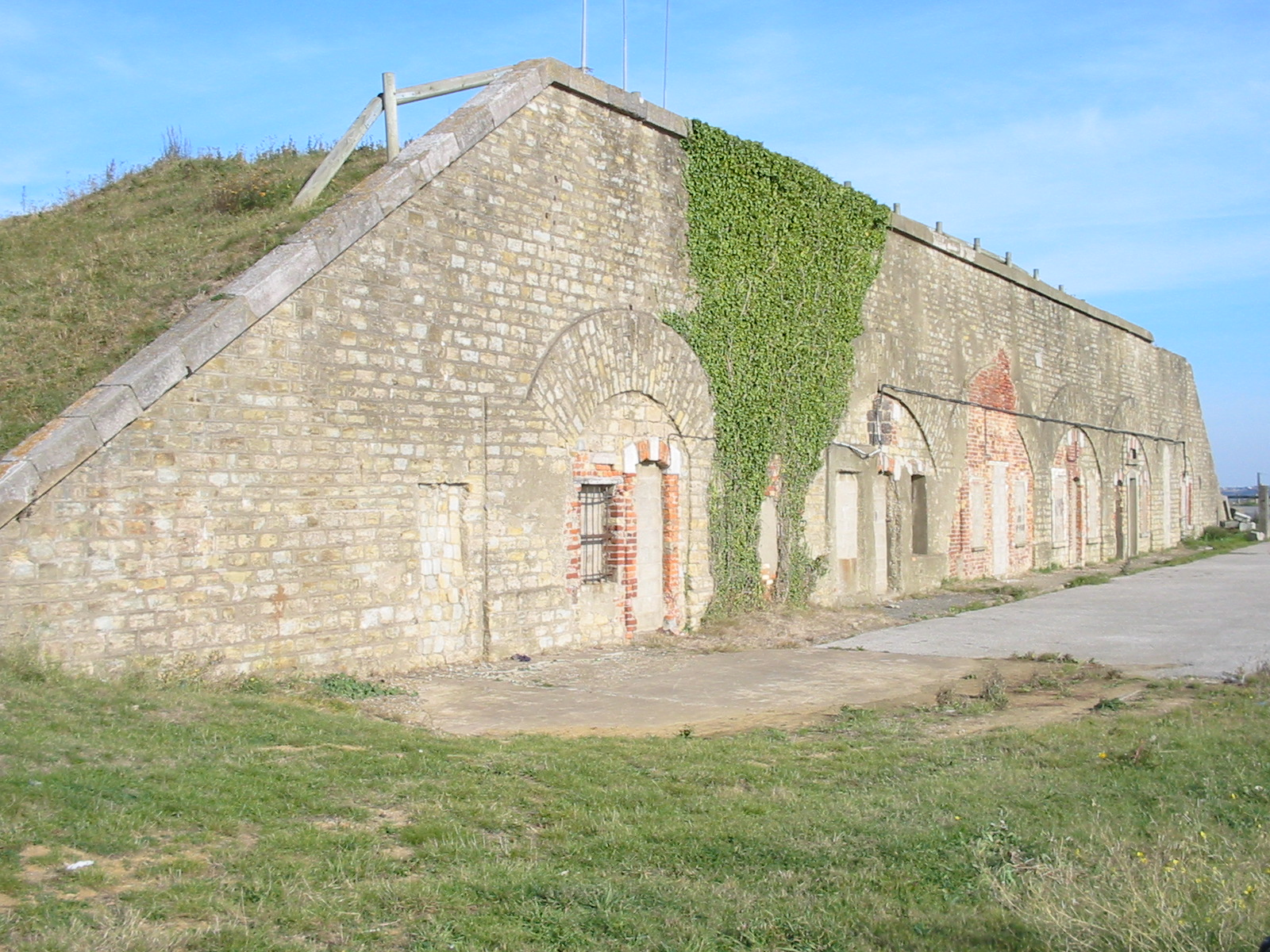
Форт Куп
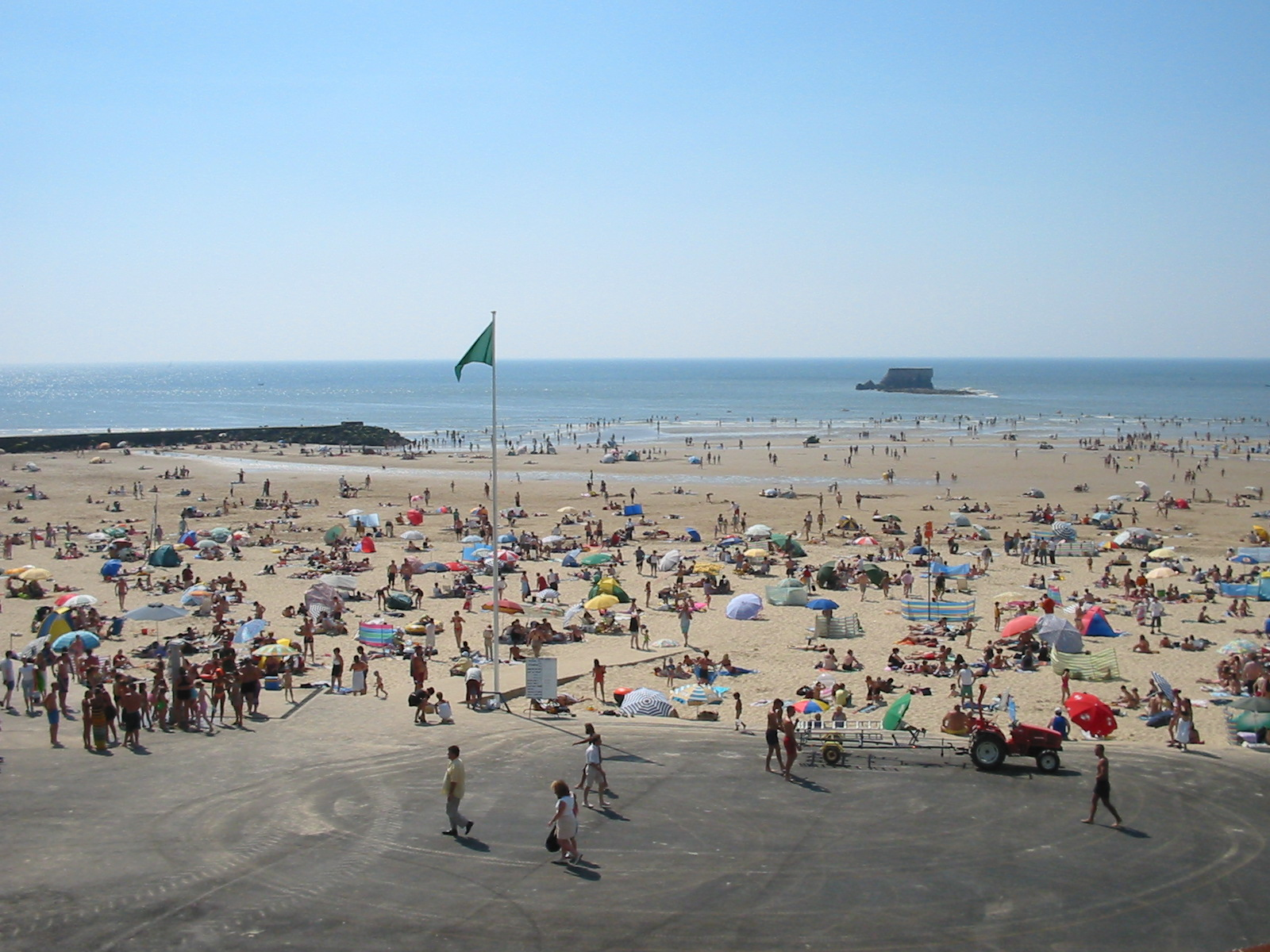
Пляж с видом на форт Эр
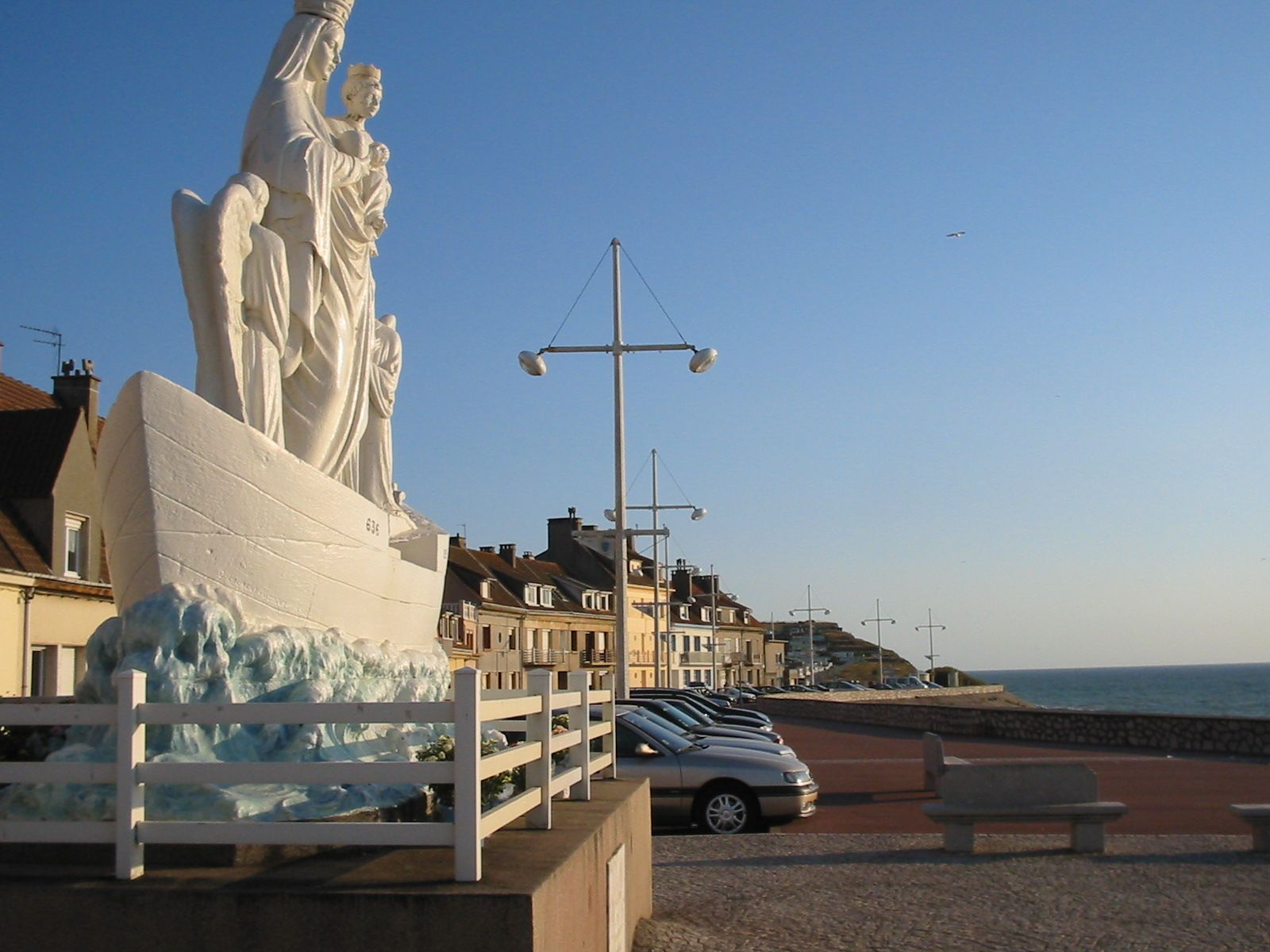
Статуя Богоматери Булонской
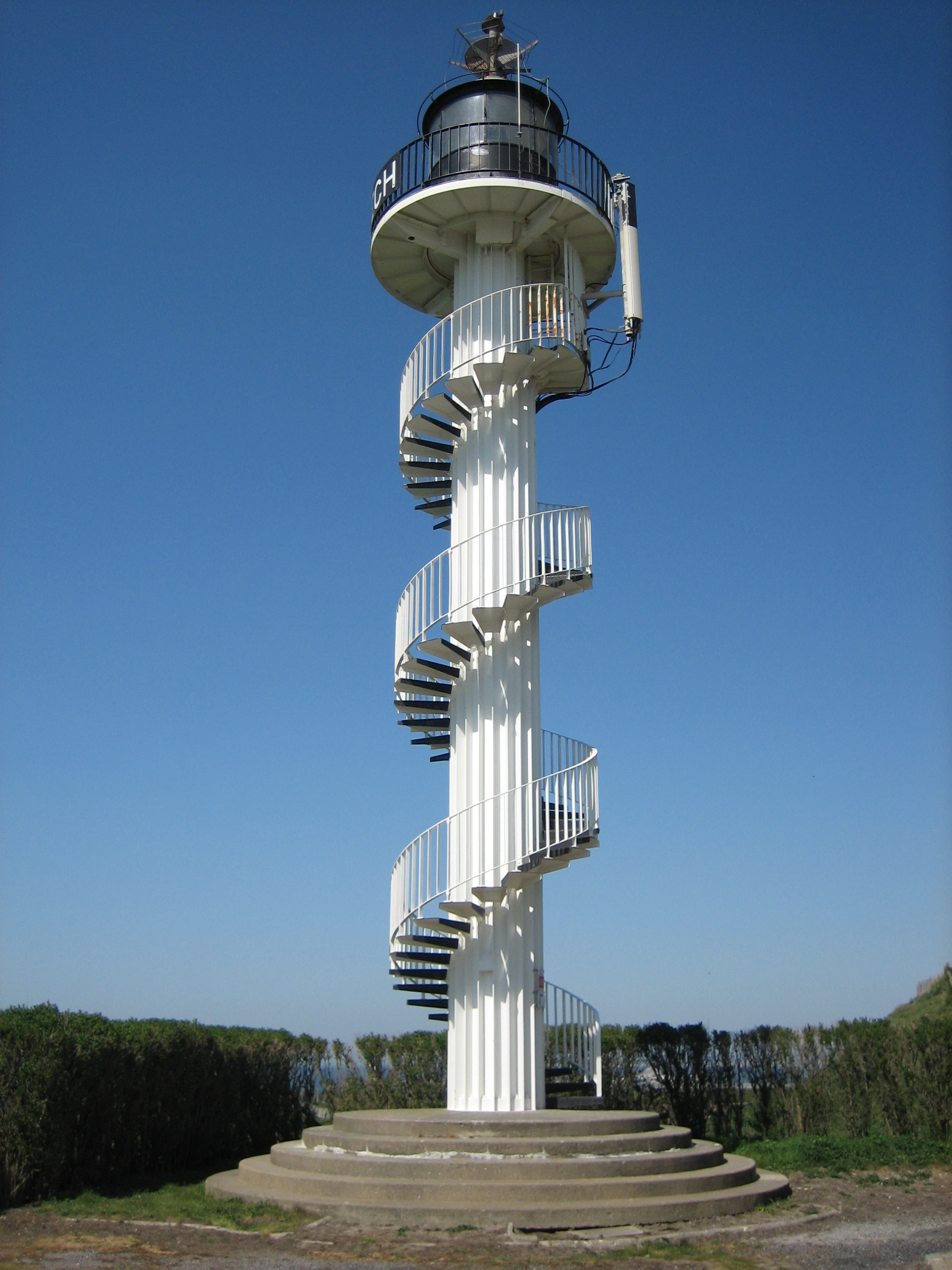
Маяк

1. 1 2  база данных о французских коммунах — Национальный географический институт Франции, 2015.